# Corydalis maculata
Corydalis maculata är en vallmoväxtart som beskrevs av B.U. Oh och Y.S. Kim. Corydalis maculata ingår i släktet nunneörter, och familjen vallmoväxter. Inga underarter finns listade i Catalogue of Life.